# Situació Extrema
Situació Extrema va ser un grup de rock en actiu entre 1988 i 1995. Varen ser els pioners a l'hora d'utilitzar la dolçaina com a instrument per a música rock, i una de les primeres formacions d'estes característiques en utilitzar el valencià a les lletres.
Els seus integrants eren de les localitats de Muro i Cocentaina, i la formació va nàixer a l'IES Pare Arques de la ciutat comtal. A diferència de grups posteriors, com Obrint Pas, la inclusió de la dolçaina no es devia a influències de l'ska, sinó que estaven més influenciats pel rock clàssic. Publicaren una maqueta.